# Cethosia sarnada
Cethosia sarnada är en fjärilsart som beskrevs av Hans Fruhstorfer 1912. Cethosia sarnada ingår i släktet Cethosia och familjen praktfjärilar. Inga underarter finns listade i Catalogue of Life.